# Carmelo Dominador Flores Morelos
Carmelo Dominador Flores Morelos (1930 – 2016) là một Giám mục người Philippines của Giáo hội Công giáo Rôma. Ông từng đảm trách nhiều chức danh quan trọng trong Giáo hội Công giáo tại Philippines như Giám mục chính tòa Giáo phận Butuan (1967 – 1994), Tổng giám mục Tổng giáo phận Zamboanga (1994 – 2006) và Chủ tịch Hội đồng Giám mục Philippines (1991 – 1995).

## Tiểu sử
Tổng giám mục Carmelo Dominador Flores Morelos sinh ngày 11 tháng 12 năm 1930, tại Sorsogon, thuộc Philippines. Sau quá trình tu học dài hạn tại các cơ sở chủng việ theo quy định của Giáo luật, ngày 3 tháng 4 năm 1954, Phó tế Morelos, 24 tuổi, tiến đến việc được truyền chức linh mục.
Sau 13 năm thi hành cách tác vụ như một người linh mục, ngày 4 tháng 4 năm 1967, tin tức từ Tòa Thánh loan báo việc Giáo hoàng đã tuyển chọn linh mục Carmelo Dominador Flores Morelos, 37 tuổi, gia nhập Giám mục đoàn Công giáo Hoàn vũ, với vị trí được trao phó là Giám mục chính tòa Giáo phận Butuan. Lễ tấn phong cho vị giám mục tân cử được cử hành sau đó vào ngày 1 tháng 7 cùng năm, với phần nghi thức chính yếu được cử hnah2 cách trọng thể bởi 3 giáo sĩ cấp cao. CHủ phong cho vị tân giám mục là Tổng giám mục Teopisto Valderrama Alberto, Tổng giám mục Tổng giáo phận Caceres (Nueva Caceres). Hai vị còn lại, với vai trò phụ phong gồm có Giám mục Arnulfo Surtida Arcilla, Giám mục chính tòa Giáo phận Sorsogon và Giám mục Charles Van den Ouwelant, M.S.C, Giám mục chính tòa Giáo phận Surigao. Tân giám mục chọn cho mình châm ngôn:Ego veni ut serviamus tibi.
23 năm giữ chức danh Giám mục chính tòa Giáo phận Butuan bằng quyết định của Tòa Thánh, ấn kí và công bố vào ngày 8 tháng 12 năm 1994, quyết định thăng Giám mục Carmelo Dominador Flores Morelos thành Tổng giám mục, đồng thời thuyên chuyển về Tổng giáo phận Zamboanga với cương vị Tổng giám mục chính tòa. Ông giữ vị trí này 12 năm, thì đến tuổi hồi hưu theo quy định của Giáo luật, và Tòa Thánh công bố chấp thuận ý định xin hồi hưu của Tổng giám mục Morelos vào ngày 13 tháng 11 năm 2006.
Ngoài các chức danh chính thức từ Tòa Thánh, ông còn kiêm nhiệm vị trí Chủ tịch Hội đồng Giám mục Phillippines từ năm 1991 đến năm 1995.
Ông qua đời ngày 17 tháng 9 năm 2016.